# Протесты в Пакистане (2023)
Пакистанские протесты 2023 года, также известные как Awami Inquilab, представляют собой продолжающуюся серию протестов и беспорядков по всему Пакистану, начавшуюся в марте 2023 года. Первый из этих протестов вспыхнул во вторник, 14 марта 2023 года, после того, как полиция Пенджаба попыталась арестовать бывшего премьер-министра Пакистана Имрана Хана, но отменила свою операцию из-за крикетного матча Суперлиги Пакистана. Хан — бывший профессиональный игрок в крикет.
Менее чем через месяц, во вторник, 9 мая 2023 года, Хан всё же был арестован, что спровоцировало бурные протесты и демонстрации. Социальные сети были заблокированы в Пакистане, когда начались протесты, а Youtube, Twitter и Facebook были заблокированы на неопределенный срок с середины мая. Почти 125 миллионов человек пострадали от решения правительства приостановить мобильную широкополосную связь и заблокировать доступ к приложениям социальных сетей.

## Предыстория
Этим протестам предшествовало дело Тошахана 2022 года, расследование пакистанского правительства, зарегистрированное в отношении Имрана Хана Избирательной комиссией Пакистана.
Считалось, что Хан уклонялся от обязательной явки на слушания. В результате окружной и сессионный суд столицы Исламабада выдал ордер на арест Хана и приказал полиции арестовать его, чтобы доставить на следующее слушание.
Хан, однако, утверждает, что арест направлен на то, чтобы отстранить его от предстоящих национальных выборов.

## Серия инцидентов
Протесты впервые вспыхнули в Исламабаде во вторник, 14 марта, когда полиция впервые решила отсрочить арест Хана. Полиция и партийные работники столкнулись возле его резиденции Zaman Park в Лахоре, а также применили газ и водомёт против сторонников поблизости. Полиция также арестовывала партийных работников.
На следующий день адвокаты Хана обратились в Высокий суд Исламабада (IHC) с просьбой приостановить действие ордеров на арест Хана без залога по делу Тошаханы. Высокий суд принял противоположное решение, приказав адвокату свергнутого премьер-министра вместо этого перенести суд первой инстанции, поскольку приказ о его аресте «соответствовал закону».
Примерно в то же время пакистанская политическая партия PTI также подала ходатайство в Высокий суд Лахора (LHC) о приостановлении действия ордеров. Однако 15 марта 2023 года БАК приказал полиции прекратить операции в парке Заман в Лахоре до 16 марта, несмотря на то, что им не удалось задержать Хана. Они рассудили, что арест помешает проведению близлежащего матча плей-офф Суперлиги Пакистана.
16 марта Хан — как председатель PTI — снова потребовал приостановить действие ордеров на арест без права освобождения под залог, выданных по делу Тошаханы, но 16 марта 2023 года Исламабадский окружной суд снова отклонил эту просьбу. Судья дополнительного округа и сессий Зафар Икбал огласил приговор и приказал соответствующим властям арестовать бывшего премьер-министра и доставить его в суд 18 марта. Затем Высокий суд Лахора продублировал свой приказ полиции отложить попытку задержания Хана до 17 марта.
7 мая во время митинга Хан обвинил старшего офицера разведки ISI Фейсала Насира в организации планов его убийства. На следующий день ISPR заявил, что «безответственные и безосновательные обвинения» Хана против действующего старшего офицера без доказательств были «крайне неудачными, прискорбными и неприемлемыми».
Двумя днями позже, 9 мая, Хан был арестован, и по всей стране прошли массовые акции протеста.
Протестующие в Исламабаде заблокировали одну из главных дорог в столицу и из неё, люди также жгли костры и бросали камни. Один человек погиб в Кветте.
Протестующие в Пешаваре в знак протеста также подожгли помещение радио Пакистана. Во время этих протестов также было много столкновений. Примерно в это же время в стране были отключены социальные сети, в частности YouTube, Twitter и Facebook.
Бывшие министры, которые входили в правительство экс-премьер-министра Имрана Хана, а именно Шах Махмуд Куреши, Асад Умар и Фавад Чаудри, были среди тех, кто был арестован во время общенациональных протестов.
Власти запретили акции протеста во всех провинциях Пакистана, а министр внутренних дел Рана Санаулла потребовала направить солдат пакистанской армии в Пенджаб и провинцию Хайбер-Пахтунхва, поскольку полиция была сочтена неспособной справиться с ситуацией. В результате 10 армейских рот были отправлены в Пенджаб.
Однако, согласно сообщениям, Верховный суд Пакистана с тех пор признал арест Имрана Хана незаконным и приказал пакистанским властям освободить его.
В настоящее время армия развернута по всей стране, поскольку число погибших в столкновениях между протестующими и армией продолжает расти.